# Raïon de Bykhaw
Le raïon de Bykhaw (en biélorusse : Быхаўскі раён, Bykhawski raïon) ou raïon de Bykhov (en russe : Быховский район, Bykhovski raïon) est une subdivision de la voblast de Moguilev, en Biélorussie. Son centre administratif est la ville de Bykhaw.

## Géographie
Le raïon couvre une superficie de 2 263,16 km2, dans le nord de la voblast. Le raïon de Bykhaw est limité au nord par le raïon de Moguilev, à l'est par le raïon de Tchavoussy et le raïon de Slawharad, au sud par la voblast de Homiel (raïon de Rahatchow) et à l'ouest par le raïon de Kirawsk et le raïon de Klitchaw.

## Histoire
Le raïon de Bykhaw a été créé le 17 juillet 1924.

## Population

### Démographie
Les résultats des recensements de la population (*) depuis 1959 font apparaître une baisse continue de la population, qui a diminué de 53 % en un demi-siècle. Ce déclin s'est accéléré depuis la dislocation de l'Union soviétique :
| 1959*  | 1970*  | 1979*  | 1989*  | 1999*  | 2009*  |
| ------ | ------ | ------ | ------ | ------ | ------ |
| 74 525 | 72 347 | 61 543 | 55 468 | 45 127 | 35 148 |

### Nationalités
Selon les résultats du recensement de 2009, la population du raïon se composait de trois nationalités principales :
- 92,46 % de Biélorusses ;
- 5,61 % de Russes ;
- 1,24 % d'Ukrainiens.

### Langues
En 2009, la langue maternelle était le biélorusse pour 72,68 % des habitants du raïon de Bykhaw et le russe pour 26,09 %. Le biélorusse était parlé à la maison par 46,6 % de la population et le russe par 45,7 %.